# شهرستان شو (آن‌هوئی)
شهرستان شو (به انگلیسی: She County) یک شهرستان در چین است که در هوانگشان واقع شده‌است.